# 乾县各级文物保护单位列表
以下为陕西省咸阳市乾县的各级文物保护单位:

## 全国重点文物保护单位
| 乾陵     | 1-171 | 古墓葬 | 乾县                                          | 唐 |  |
| 唐代帝陵 | 5-184 | 古墓葬 | 富平县、蒲城县、三原县、 泾阳县、礼泉县、乾县 | 唐 |  |

## 陕西省文物保护单位
- 梁山宫遗址
- 郭村遗址
- 秦甘泉宫遗址
- 杨庄遗址
- 屈家咀遗址
- 奉天故城遗址